# Flowers for Breakfast
Flowers for Breakfast est un groupe belge de rock, originaire d'Anvers, en Région flamande, actif entre 1994 et 2001. 

## Histoire
Le groupe est formé en 1995 à Anvers à partir de musiciens de formation classique qui étaient principalement actifs en tant que groupes de reprises de Prince. Peu à peu, ils enregistrent leurs propres morceaux.
Ils font leurs débuts sur CD en 1995 avec l'album Nervous, produit par Tony Platt. Un an plus tard, ils sortent leur premier album, Baron Samedi Conducts the Onion Philharmonique. Le groupe, composé du chanteur Tom Pintens et de la chanteuse Tine Reymer, sort également trois singles la même année, notamment One Man Show, Onions et Quicksand Valley. Peu de temps auparavant, ils signaient avec le label Mercury/PolyGram.
En 1998, le groupe sort deux albums, Ego et Homebound. En outre, les singles You Wish et A Shiny Future sortent. Entre 1999 et 2001, le groupe ne donne pas de concert. En mars 2001, le groupe se produit exceptionnellement au festival de musique Hove Live. Au mois d'octobre de la même année, la séparation du groupe est annoncée. 

## Discographie

### Albums
- 1996 : Baron Samedi Conducts the Onion Philharmonique[2]
- 1996 : Homebound

### EP
- 1995 : Nervous

### Singles
- 1996 : Onions
- 1996 : Quicksand Valley
- 1996 : One Man Show
- 1998 : A Shiny Future
- 1998 : Ego
- 1998 : You Wish